# メモリアル・ヒットバンク・シリーズ 南沙織
『メモリアル・ビットバンク・シリーズ 南沙織』は、1983年7月21日に発売された、過去のシングル3枚を復刻し、1セットにまとめたEPボックス。

## 解説
特徴としては、ジャケット写真はオリジナルのものそのままで復刻されており、A面B面もそのまま収録されている。
『17才』から『夏の感情』までが復刻されているが、『哀愁のページ』『カリフォルニアの青い空』『バラのかげり』は未復刻となっている。
全曲作詞: 有馬三恵子、作曲: 筒美京平。
各シングルの詳細は各ページを参照されたい。

## VOL.1

### 解説
VOL.1には、1st『17才』、2nd『潮風のメロディ』、3rd『ともだち』の3枚が復刻され1セットとなっている。

### 収録曲
- Disc 1:『17才』（復刻の規格品番: 15SH-1329）

1. 17才
2. 島の伝説

- Disc 2:『潮風のメロディ』（復刻の規格品番: 15SH-1330）

1. 潮風のメロディ
2. なぜかしら

- Disc 3:『ともだち』（復刻の規格品番: 15SH-1331）

1. ともだち
2. いつか逢うひと

## VOL.2

### 解説
VOL.2には、4th『純潔』、6th『早春の港』、7th『傷つく世代』の3枚が復刻され1セットとなっている。

### 収録曲
- Disc 1:『純潔』（復刻の規格品番: 15SH-1332）

1. 純潔
2. 素晴らしいひと

- Disc 2:『早春の港』（復刻の規格品番: 15SH-1333）

1. 早春の港
2. 魚たちはどこへ

- Disc 3:『傷つく世代』（復刻の規格品番: 15SH-1334）

1. 傷つく世代
2. 昨日の街から

## VOL.3

### 解説
VOL.3には、9th『色づく街』、10th『ひとかけらの純情』、12th『夏の感情』の3枚が復刻され1セットとなっている。

### 収録曲
- Disc 1:『色づく街』（復刻の規格品番: 15SH-1335）

1. 色づく街
2. 秋の午後

- Disc 2:『ひとかけらの純情』（復刻の規格品番: 15SH-1336）

1. ひとかけらの純情
2. 透き通る夕暮れ

- Disc 3:『夏の感情』（復刻の規格品番: 15SH-1337）

1. 夏の感情
2. 愛の序曲

## 関連作品
- Golden Single Series 人恋しくて/哀しい妖精
- プラチナシングルシリーズ 南沙織
- ドーナツ盤型12cmCDコレクション